# ارنست کوهن
ارنست کوهن (۷ مارس ۱۸۶۹ - ۵ مارس ۱۹۴۴) شیمی‌دان یهودی اهل هلند بود که بیشتر بخاطر کار بر روی دگرشکلی فلزات شناخته‌شده‌است. کوهن شیمی را زیر نظر سوانت آرنیوس در استکهلم، هانری مواسان در پاریس و یاکوبوس هنریکوس وانت‌هوف در آمستردام آموخت.
او در سال ۱۹۲۶ به عنوان عضو خارجی انجمن سلطنتی برگزیده شد.